# Gornji Dragičevci
Gornji Dragičevci is een plaats in de gemeente Čazma in de Kroatische provincie Bjelovar-Bilogora. De plaats telt 121 inwoners (2001).